# バタング・キアポ
『バタング・キアポ』（タガログ語: Batang Quiapo）は、フィリピンのテレビドラマ。2023年2月13日、 カパミリア・チャンネル、A2Z、TV5で初公開された。

## 登場人物
ヘスス・ナザレノ「タンゴル」A・ディマグイバ
演：ココ・マチーン
モニカ「モカング」ディマキュランガン
演：ロヴィ・ポー